# La Doublure
La Doublure is een Frans-Italiaans-Belgische film van Francis Veber die werd uitgebracht in 2006.
Deze lichtvoetige komedie is de zesde film die François Pignon als hoofdpersonage heeft. Pignon is een vriendelijke maar sullige, onhandige en naïeve man en werd als personage bedacht door Veber. Deze antiheld wordt hier vertolkt door de heel populaire Marokkaans-Canadese cabaretier Gad Elmaleh.
Net zoals de andere Pignonfilms scoorde La Doublure erg goed aan de Franse kassa.

## Samenvatting
Pierre Levasseur is een heel rijke zakenman, een directeur van een belangrijk bedrijf. Hij houdt er een bloedmooie minnares op na, het topmodel Eléna aan wie hij herhaaldelijk belooft van zijn vrouw te zullen scheiden. Maar hij stelt dit telkens uit want een scheiding zou hem onwaarschijnlijk veel geld kosten.
Op een dag wordt hij op straat betrapt en gefotografeerd in het gezelschap van Eléna. De paparazzo speelt de foto door aan een sensatieblad dat hem publiceert op zijn voorpagina. Wanneer zijn vrouw de foto bemerkt en hem smalend om uitleg vraagt verzint Levasseur ter plekke een weinig geloofwaardige leugen. Hij maakt haar wijs dat niet hij maar een voorbijganger op de foto bij Eléna hoort.
Levasseur weet echter dat zijn vrouw niet naïef is en dat zij zijn verhaal zal checken. Daarom geeft hij zijn advocaat, meester Foix, de opdracht om de voorbijganger op te speuren. Deze blijkt François Pignon te heten, een eenvoudige jongeman die voor de kost de dure wagens parkeert van chique klanten van een luxehotel. Foix slaagt er met een flink pak geld in Pignon te overhalen om een tijd lang met Eléna uit te gaan en samen te wonen.

## Rolverdeling
| Acteur               | Personage       | Rolbeschrijving                 |
| -------------------- | --------------- | ------------------------------- |
| Gad Elmaleh          | François Pignon |                                 |
| Alice Taglioni       | Eléna           | de minnares van Levasseur       |
| Daniel Auteuil       | Levasseur       |                                 |
| Kristin Scott Thomas | Christine       | de vrouw van Levasseur          |
| Richard Berry        | meester Foix    | de advocaat van Levasseur       |
| Virginie Ledoyen     | Émilie          | de vriendin van François Pignon |
| Dany Boon            | Richard         | de vriend van François Pignon   |
| Michel Jonasz        | André Pignon    | de vader van François Pignon    |
| Michel Aumont        |                 | de huisdokter van André Pignon  |
| Laurent Gamelon      | Paul            |                                 |
| Patrick Mille        | Pascal          |                                 |
| Michèle Garcia       | Louise Pignon   | de moeder van François Pignon   |
| Karl Lagerfeld       | zichzelf        |                                 |